# Seepark Zülpich

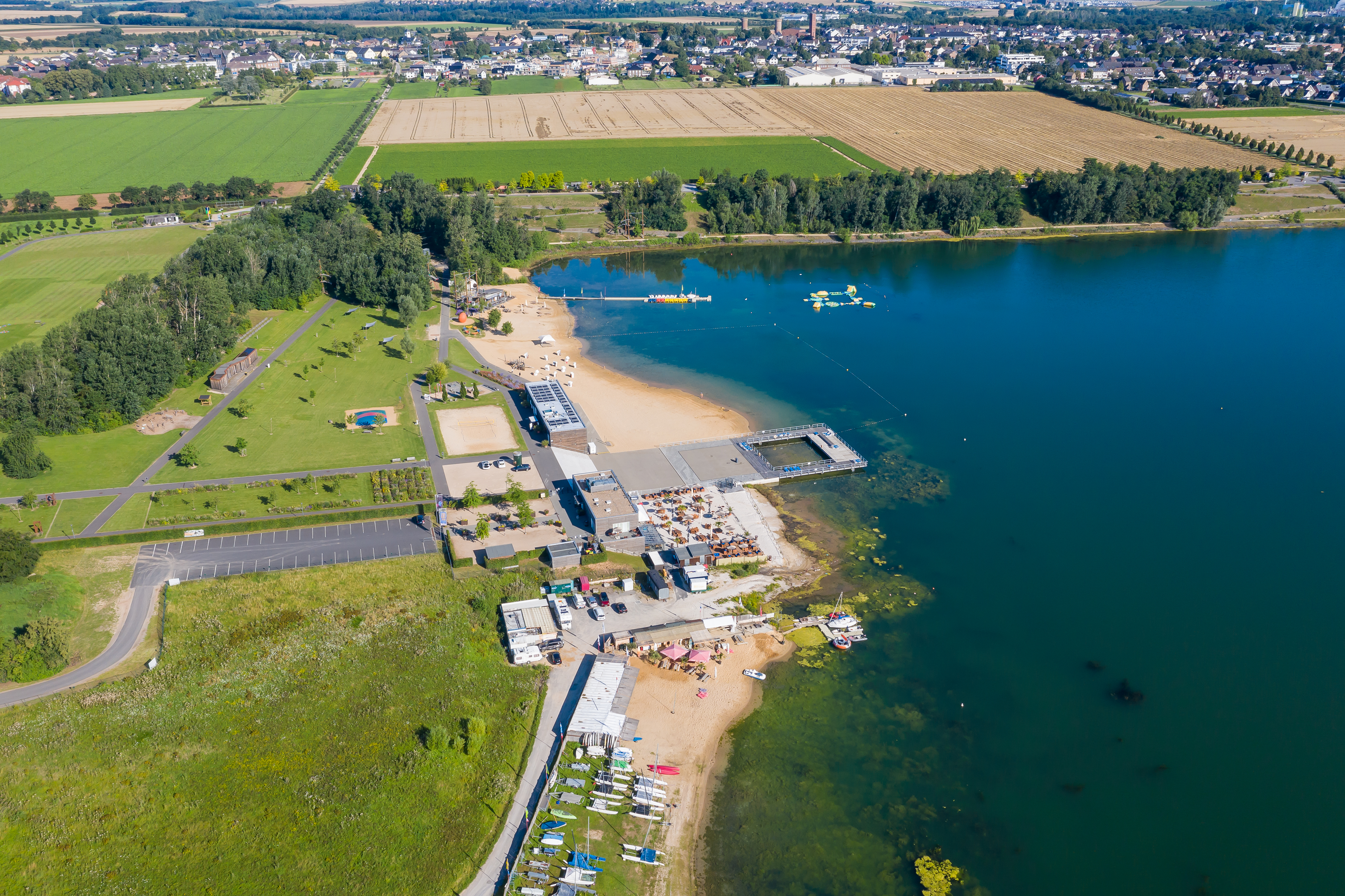
Seepark Zülpich, Luftaufnahme, 2021

Der Seepark Zülpich ist ein mehr als 20 Hektar großer Freizeitpark in Zülpich, der sich auf dem ehemaligen Gelände der Landesgartenschau Zülpich 2014 befindet. Seit Mitte Dezember 2014 bzw. März 2015 ist der Park dauerhaft für Besucher geöffnet. Betrieben wird der Park von der Seepark Zülpich gGmbH.

## Gestaltung
Der Seepark besitzt rund 20 Hektar Größe und ist eintrittspflichtig. Nach der Landesgartenschau war das Gelände wegen Umbauarbeiten geschlossen und wurde am 28. März 2015 wieder eröffnet.
Anders als bei anderen vergleichbaren Landesgartenschauen üblich, blieben die Schaugärten in Form einer überregionalen Mustergartenausstellung dauerhaft erhalten. Im Seepark finden regelmäßige Großveranstaltungen statt, wie zum Beispiel das Hüpfburgenfestival „Jump im Park“, das Beachzauber-Festival, das Drachenfest, die „Leuchtenden Gärten“ und die Strandkultur-Konzerte.
Im Seepark gibt neben der aus den Schaugärten hervorgegangenen Mustergartenausstellung, der Seebühne und dem Seebad mit seinem Sandstrand eine Reihe an weiteren Attraktionen, zum Beispiel Piraten-Kletterschiff, Aqua-Park, Riesen-Hüpfkissen, Riesen-Schaukeln, Wasserspielplatz, Adventure-Golf und Bootsverleih. Das absolute Highlight im Seepark ist der Flying Fox-Park. Im einzigen Kletter- und Seilrutschenpark seiner Art im Städtedreieck Köln – Bonn – Aachen können die Besucher mit bis zu 40 km/h durch den Seepark und über den Wassersportsee fliegen.

## Umgebung
Der Park am Wallgraben entstand aus dem ehemaligen Gartenschaugelände 2014 und ist heute in zwei Bereiche untergliedert.
Die historische Altstadt Zülpichs gehörte zwar nicht zum Ausstellungsareal der Landesgartenschau Zülpich 2014, dennoch wird dieser Bereich von der Stadtverwaltung verstärkt in das Vermarktungskonzept des neuen Seeparks einbezogen. Als Attraktionen gelten historische Plätze wie der Mühlenberg, der Käsmarkt, die Straßenkreuzung Kinat und der mittelalterliche Marktplatz.
Im Bereich des Mühlenbergs befinden sich in enger Nachbarschaft zwei Museen, die Römerthermen Zülpich und die Geschichtswerkstatt Zülpich, sowie der Aussichtsturm der Landesburg und die Pfarrkirche St. Peter. Als eine besondere Attraktion am Käsmarkt ist die Gasthauskapelle zu nennen. Auf dem Marktplatz befinden sich neben dem historischen Rathaus mit Glockenturm auch zwei Brunnenanlagen und auf der Kinat der Papiermacherbrunnen.
Sehenswert sind in der historischen Altstadt auch die vier mittelalterlichen Stadttore sowie die nahezu komplett erhaltene mittelalterliche Stadtmauer.